# Гатун
Гату́н (исп. Lago Gatún) — водохранилище в Панаме, на Панамском перешейке, образовавшееся в 1907—1913 годах при строительстве Панамского канала. Его площадь составляет 436 км², по другим данным — 444,3 км². Площадь водосборного бассейна — 1903,8 км². Объём воды — 5,2 млн м³. Лежит на высоте 26,7 м над уровнем моря. Средняя глубина — 12,4 м, максимальная достигает 29 м.
Образовано плотиной длиной 2,4 км и высотой 30,44 м.
Гатун появился после постройки плотины на реке Чагрес вблизи её устья и на момент своего возникновения было крупнейшим искусственным водоёмом в мире. В ходе его заполнения возник ряд островов, крупнейшим из которых стал Барро-Колорадо, на котором сейчас находится Смитсонианский институт тропических исследований. Озеро Гатун является важным звеном в цепи изменения уровня воды на Панамском канале, между ним и Лимонской бухтой Атлантического океана расположен трёхкамерный шлюз, в сторону Тихого океана канал продолжается от озера Гатун на том же уровне почти до самого побережья, где находятся шлюзы. Уровень воды в озере определяет максимальную осадку судов, проходящих через канал (11,59 метра летом 2016 года).